# Rhapsodie pour deux flûtes, clarinette et piano
La Rhapsodie ou Rhapsodie pour deux flûtes, clarinette et piano (H. 13) d'Arthur Honegger est une œuvre de musique de chambre, composée en 1917 et éditée par Salabert.

## Genèse et création
Âgé de 25 ans, Arthur Honegger est au Conservatoire de Paris en 1917. Il est déjà l'auteur de quelques mélodies tirées d’Alcools de Guillaume Apollinaire, de Toccata et Variations et des deux premiers mouvements de la Première Sonate pour violon et piano et travaille à deux œuvres, le Prélude pour Aglavaine et Sélysette tiré d'une pièce de Maurice Maeterlinck et la Rhapsodie, probablement pour parfaire son écriture pour les instruments à vent. Celle-ci est achevée en avril 1917 et dédiée à son maître et compositeur Charles-Marie Widor. L'œuvre est créée le 17 novembre 1917 à l’Université Interalliée du Parthénon dont les concerts sont organisés par le Havrais H. Woolett, la future épouse du compositeur, Andrée Vaurabourg, tient le piano.

## Réception et postérité
Sitôt créée, l'œuvre est rapidement rejouée dans l'atelier du peintre Lejeune à Montmartre et de nouveau au théâtre du Vieux-Colombier à Paris lors d'un concert organisé par Jane Bathori. Comme la plupart des œuvres de musique de chambre du compositeur, la Rhapsodie est peu jouée mais a toutefois fait l'objet d'enregistrements.

## Style
Tandis que le Prélude pour Aglavaine et Sélysette est marqué par un certain « pointillisme » musical, la Rhapsodie subit l'influence de Claude Debussy. Elle s'y oppose toutefois par l'économie de moyens, chère au compositeur dans ses œuvres futures.

## Structure et analyse
De type rhapsodique, l'œuvre se découpe en trois mouvements :
1. Larghetto
2. Allegro
3. Larghetto

Les deux mouvements Larghetto subissent clairement l'influence de Claude Debussy par l'emploi des gammes par ton (do, ré, mi, fa dièse, sol dièse, la dièse, do) tandis que le mouvement central Allegro évoque Maurice Ravel.

## Discographie
- Arthur Honegger - La musique de chambre, Intégrale en 4 CD. CD no 3 : Alain Marion et Ashildur Haraldsdottir (flûtes), Michel Arrignon (clarinette), Pascal Devoyon (piano), 1992, label Timpani 1C1010.

### Sources et références
- Pierre Meylan, Honegger, L'Âge d'Homme, 1982, 205 p.

- Marcel Delannoy, Honegger, Pierre Horay, 1953, 250 p.

1. 1 2 3  p. 27

- Jacques Tchamkerten, Arthur Honegger, Papillon, 2005, 261 p.

1. ↑  p. 25

### Autres références
1. 1 2 3  Harry Halbreich dans la notice du CD Arthur Honegger - Musique de chambre CD 3, Timpani 1C1010, 1992, p. 5